# 王振
王 振（おう しん、? - 1449年）は、明代の宦官。英宗の下で政治を壟断したが、土木の変の際に何者かに殺害された。

## 生涯
大同府蔚州の出身。科挙に落第して私塾を開いていたが、自ら宮刑して宦官を養成する機関である内書堂に入る。人の意向を忖度するのに長け、宣徳帝に寵愛されて宣徳年間に皇太子（後の英宗）の教育を担当した際に英宗に気に入られたため、英宗即位後に司礼監の長である掌仰太監となり、ありとあらゆる汚職を行い朝廷内に自らの徒党を扶植した。
正統7年（1442年）に英宗の祖母の太皇太后張氏が没し、さらに宣徳年間以来の朝廷の有力者であった楊栄・楊士奇・楊溥の3人が死んだり引退したりすると、不正を究めて専権を壟断し錦衣衛を掌握して反対者を大量に惨殺した。
当時、宦官ゆえに髭がない王振に阿諛して、「閣下に髭がないのにどうして私ごときが髭をたくわえられましょう」と自分が髭を伸ばさない理由を述べた侍郎がいたという。
正統14年（1449年）に英宗と王振に侮辱されたオイラトが山西に侵入すると、英宗と共に親征を強行し自らも従軍した。しかし、軍人ではない王振が総司令官として指揮するという稚拙な戦略から、大同まで進軍したところで戦わずして撤退を始めるが、無計画に右往左往と遅々とした進軍を続け、王振の輸送車を待つため防御設備の無い土木堡（現在の河北省張家口市懐来県）で滞陣した。土木堡は台地になっていて水源に乏しいうえに、飲料水不足や折からの疲労に加え、陣内も王振派と反王振派に分裂し士気が低下していたところでオイラト軍の襲撃を受け、明軍は大敗を喫した。明軍の兵士は半数が戦死し、百名を超す文武諸官も死亡した。残された英宗はエセンにより捕虜となり、オイラトへ連行された。王振はこの混乱の最中、何者かよって殺害された。オイラトにより討ち取られたとする一方で、または予てからの専横により恨みを買っていた王振は、護衛将軍の樊忠によって乱戦のどさくさにまぎれ瓜（瓜型の鉄球をつけた棍棒）で撲殺されたともいう。
土木の変後、王振に対して大敗の責任を問う世論が高まり、王振の家財は没収され、王振の甥であった王山が凌遅刑に処されるなど、一族は老人子供も一人残らず処刑された。